# منطقة بايين ولايت الريفية (مقاطعة كاشمر)
منطقة بايين ولايت الريفية (بالفارسية: دهستان پایین ولایت) هي منطقة ريفية، في مقاطعة  كاشمر التابعة لمحافظة خراسان الرضوية، إيران. في تعداد عام 2006، بلغ عدد سكانها 11,399 نسمة.